# Huta Kuflewska
Huta Kuflewska es un pueblo de Polonia, en Mazovia. Según el censo de 2011, tiene una población de 203 habitantes.
Está ubicado en el distrito (gmina) de Cegłów, perteneciente al condado (powiat) de Mińsk, aproximadamente a 18 km al sureste de Mińsk Mazowiecki, y a 55 km al este de Varsovia.